# Eugeni Cots Ardèvol
Eugeni Cots Ardèvol (Reus, 10 de gener de 1911 - 1990) va ser un empresari i periodista català.
El seu pare, Eugeni Cots Muixí, era boter, i ell va treballar i era un dels socis d'una empresa de begudes gasoses (Cal Gili), que també tenia bodegues de vins. D'ideologia catalanista des de molt jove, va publicar al diari Foment i a d'altres periòdics republicans, articles ideològics. Vinculat a Acció Catalana, quan aquest partit es va fer càrrec de Las Circunstancias ell i un grup de joves intel·lectuals van entrar a formar part del cos de redacció. Cots hi col·laborava quasi diàriament, tant amb el seu nom com amb el pseudònim de «Joan de l'An» (que era el renom del seu avi). Va arribar a ser propietari del diari, quan va començar la guerra civil i Les Circumstàncies va passar per dificultats. Depurat en la postguerra, va deixar de d'escriure i de publicar, però va seguir vinculat a les tertúlies progressistes semiclandestines de la ciutat, les dels germans Casajuana i la que dirigia l'agitador cultural Joaquim Santasusagna. També estava vinculat a la «Peña del laurel», que organitzava el poeta Josep Maria Arnavat.